# Lagynochthonius xibaiensis
Espèce
Lagynochthonius xibaiensis est une espèce de pseudoscorpions de la famille des Chthoniidae.

## Distribution
Cette espèce est endémique du Yunnan en Chine. Elle se rencontre dans le xian de Zhenxiong dans la grotte Hama.

## Description
La femelle holotype mesure 2,15 mm.

## Systématique et taxinomie
Cette espèce a été décrite par Hou, Gao et Zhang en 2022.

## Étymologie
Son nom d'espèce, composé de xibai et du suffixe latin -ensis, « qui vit dans, qui habite », lui a été donné en référence au lieu de sa découverte, Xibai.

## Publication originale
- Hou, Gao & Zhang, 2022 : « Diversity of cave-dwelling pseudoscorpions from eastern Yunnan in China, with the description of eleven new species of the genus Lagynochthonius (Pseudoscorpiones, Chthoniidae). » Zootaxa, no 5198(1), p. 1–65.